# 卡洛斯·馬丁尼茲
卡洛斯·厄尼斯托·馬丁尼茲（英語：Carlos Ernesto Martínez，1991年9月21日—），綽號「海嘯」，為美國職棒大聯盟的投手，目前為自由球員，先前曾效力於聖路易紅雀。

## 職業生涯

### 聖路易紅雀
2013年5月3日，22歲的馬丁尼茲登上大聯盟。他在初登板投了1局，挨了一支安打無失分。
8月8日，回到小聯盟磨練的馬丁尼茲又獲得了大聯盟的門票。他在隔天完成生涯首度先發，主投5局失4分。9月20日，他在延長賽中登板，並收下生涯首次救援成功。這年他拿下2勝1敗1救援，防禦率5.08，並送出24次三振。
季後賽方面，馬丁尼茲在分區賽出賽3場比賽，投了2局失2分。他在聯盟冠軍賽投了4.2局無失分，紅雀隊也成功闖進世界大賽。他在世界大賽上一共投了6局失3分，最後紅雀2勝4敗輸給紅襪。
2014年，馬丁尼茲從牛棚出發。而他也以代班先發投手身分先發了幾場比賽，並在6月22日收下該年首勝。整季他僅先發7場比賽，拿下2勝4敗，防禦率4.03。球隊最終於聯盟冠軍賽止步。12月，因為隊友奧斯卡·塔維拉斯在家鄉多明尼加酒駕發生車禍驟逝，因此馬丁尼茲將背號改為18號以紀念他的同鄉。
2015年，馬丁尼茲成功擠進5號先發位置。他在前四場先發的防禦率只有1.89，不過接下來兩場先發表現卻大走鐘。不過在經過調整後，馬丁尼茲在季中締造了連續21.2局無失分的個人紀錄，並在這年順利入選明星賽。下半季，馬丁尼茲達成了連續11場優質先發的紀錄。後來他在7月30日面對洛磯隊失4分，而馬丁尼茲還在比賽中對著洛磯隊休息室比出不雅手勢，惹出不少爭議。最後他在9月25日因為肩傷而提前結束球季。整年拿下14勝7敗，防禦率3.01。隔年他拿下16勝9敗，防禦率3.04。不過他也爆出了家暴風波。
2017年2月2日，紅雀隊和馬丁尼茲簽下5年5100萬美元的延長合約。他也擔任了球隊的開幕戰先發投手。馬丁尼茲在這年入選第二次明星賽，整年拿下12勝11敗，防禦率3.64。
2018年，紅雀隊一樣讓馬丁尼茲擔任開幕戰先發。5月2日，他敲出大聯盟首轟。這一年馬丁尼茲進入傷兵名單的次數增加，整季拿下8勝6敗，防禦率3.11。
2019年開季，馬丁尼茲就進入了10天傷兵名單。後來他以後援投手身分回歸，拿下24次救援成功。隔年他只先發5場比賽，並吞下3敗，防禦率高達9.90。
2021年6月2日，馬丁尼茲投出生涯最慘一役，他面對道奇隊只投0.2局便狂失10分吞敗。

## 個人生活
馬丁尼茲目前已婚，並育有3名子女。

## 外部連結
- 球員資訊和成績在MLB ，ESPN ，Retrosheet ，Baseball Reference ，Baseball Reference (Minors) ，Fangraphs （英文）
- 卡洛斯·馬丁尼茲的Instagram帳戶